# Aia Angek
Aia Angek is een bestuurslaag in het regentschap Sijunjung van de provincie West-Sumatra, Indonesië. Aia Angek telt 2879 inwoners (volkstelling 2010).